# Tonino Picula
Tonino Picula (Mali Lošinj, 31 agosto 1961) è un politico croato.

## Biografia

### Primi anni
Picula è nato a Lussin Piccolo nel 1961 ma ha frequentato la scuola primaria e secondaria a Sebenico. Si è laureato in sociologia all'Università di Zagabria. Dal 1993 al 2000 è stato segretario delle Relazioni internazionali del partito Socialdemocratico di Croazia. Dal 17 giugno 2005 al 17 giugno 2009 è stato sindaco di Velika Gorica. Inoltre, è stato più volte membro del Parlamento della Croazia, dal 2000 al 2012.

### Ministro degli Esteri
Dopo le elezioni del 2000 e l'ottima affermazione del Partito Socialdemocratico guidato da Ivica Račan, Picula fu nominato Ministro degli Affari Esteri fino alla caduta del governo avvenuto alla fine del 2003. Il suo periodo da ministro è ricordato per una serie di importanti successi diplomatici come le candidature della Croazia nella NATO e nell'Unione europea e l'ingresso nell'Organizzazione mondiale del commercio. Firmò, come ministro croato, il Trattato della Stabilizzazione e Associazione e sottoscrisse l'applicazione come membro dell'Unione Europea della Croazia.

### Anni successivi ed eurodeputato
A metà 2007, dopo la morte di Ivica Račan, Tonino Picula tentò di succedergli come presidente del Partito Socialdemocratico ma perse al primo turno delle elezioni contro Zoran Milanović e Željka Antunović.

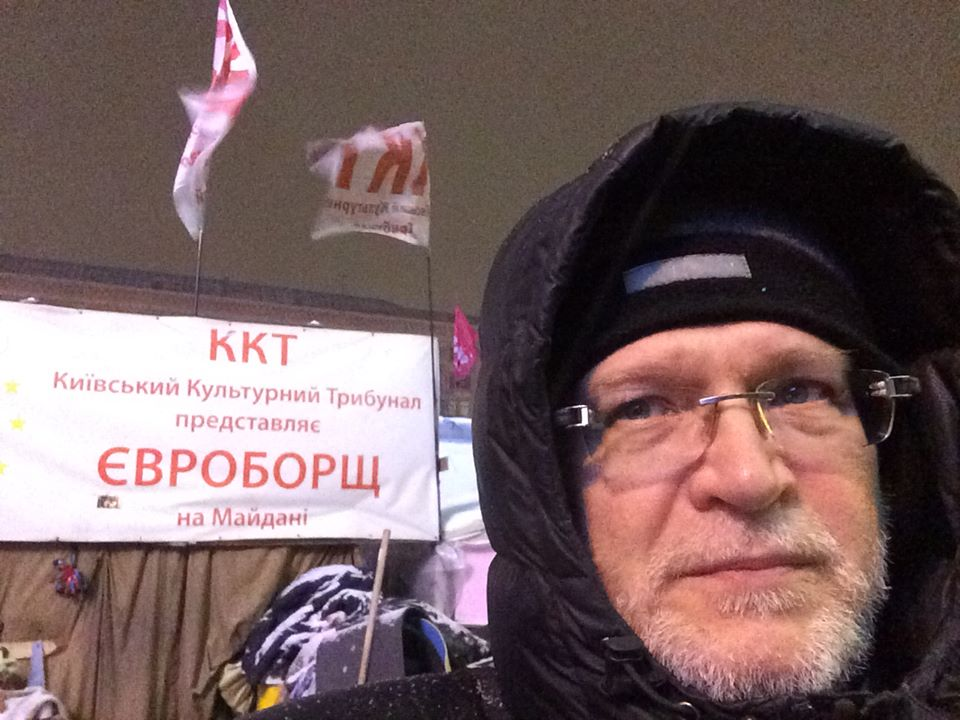
Picula in piazza Maidan, Kiev, nel 2014

Il 1º aprile 2012, la Sabor scelse Picula come euroosservatore nel Parlamento europeo. Divenne membro della Commissione Affari esteri e si unì all'Alleanza Progressista dei Socialisti e dei Democratici. Fu eletto come membro effettivo dell'Europarlamento dopo le elezioni europee del 2013, dove riuscì a prendere 125.603 preferenze e diventando il candidato con più preferenze della Croazia. È stato rieletto anche nelle elezioni del 2014 e del 2019.